# Cầu Đinh Cửu
Cầu Ting Kau là một cây cầu dây văng ở Hồng Kông. Đây là cây cầu dây văng lớn có 4 nhịp đầu tiên trên thế giới (3 trụ tháp), tạo thành một phần của hệ thống đường bộ nối Sân bay quốc tế Hồng Kông với các khu vực khác của Hồng Kông, Trung Quốc.